# Pacush Blues
Pacush Blues is een Franse stripreeks van Ptiluc, het pseudoniem van de Belgische tekenaar en scenarist Luc Lefèbvre. De strip gaat over filosoferende en vaak chagrijnige ratten die leven op een vuilnisbelt ("Pacush" is Bargoens voor vuilnisbelt ). De strip draagt een vaak wat sarcastisch en nihilistisch commentaar op de mensheid uit.

## Publicatie
Ptiluc’s creatie verscheen voor het eerst in 1980 in het tijdschrift Aïe!. Vanaf 1983 werd de strip in Frankrijk uitgegeven door uitgeverij Vents d'Ouest. Bij de overgang van Ptiluc naar een andere uitgeverij, nam hij zijn rattenfiguurtjes mee. Bij de uitgeverij Humanoïdes Associés kreeg de reeks de titel Rat's, in het Nederlands vertaald naar De Ratten. Pacush Blues werd in het Nederlands uitgegeven door Blitz binnen de Collectie Delta.

### Albums van Pacush Blues
1. Eerste maten (Blitz, 1992) (Frans: Premières mesures, 1983)
2. Jefferson of het bestaan is een pijn (Blitz, 1993) (Frans: Second souffle – Jefferson ou le mal de vivre, 1983)
3. Het grote belang van kleine akkoorden (Blitz, 1993) (Frans: Troisième zone – L'importance majeure des accords mineurs, 1984)
4. Crescendo (Blitz, 1990) (Frans: Quatrième dimension – Destin farceur crescendo, 1985)
5. Decrescendo (Blitz, 1991) (Frans: Bidon cinq – Destin farceur decrescendo, 1986)
6. Zeeziek (Blitz, 1988) (Frans: Sixte mineure – Le mal de mer, 1986)
7. Variaties op een thema (Blitz, 1991) (Frans: Septième saut – Variations sur un thème imposé, 1991)
8. De wet van Murphy (Blitz, 1994) (Frans: Sentence huitième – La logique du pire, 1993)
9. De mythe van Frankenstein herschreven (Blitz, 1997) (Frans: Neuvaine – Relecture du mythe de Frankenstein : renaissance, 1996)
10. Décimation – Relecture du mythe de Frankenstein : remords (1997)[2]
11. Émergence onzième – Quelques vérités sur le mensonge (2001)[2]
12. Douzième véhicule – Autopsie de mondes en déroute (2005)[2]
13. Treizième porte – Correspondance avec les corps obscurs (2010)[2]

### Albums van De Ratten
1. Op weg naar nergens (Blitz, 1996) (Frans: En partance pour nulle part, 1995)
2. Quand pousse le bitume (1996)[2]
3. Attention à la marche! (1999)[2]
4. Problèmes épineux (2000)[2]
5. On peut toujours discuter! (2002)[2]
6. La lutte continue! (2002)[2]
7. Tous à la flotte (2004)[2]
8. Tout Baigne (2006)[2]
9. Cradolapino (2007)[2]
10. Les gros mots (2009)[2]
11. Pirat's - Gaz à tous les étages (2013)[2]
12. Pirat's - Lame de fond (2014)[2]